# خالاندري
خالاندري: (باليونانية: Χαλάνδρι)، (بالإنجليزية:Chalandri)، مدينة يونانية تقع في وسط جنوب البلاد ضمن منطقة أتيكا الإدارية، تتبع مقاطعة شمال أثينا ضمن هذه المنطقة الإدارية.

## الموقع، السكان والتسمية
تقع المدينة شمال غرب أثينا حيث تبعد مسافة 8 كيلومتر عن مركز العاصمة، وتعتبر إحدى ضواحيها من الجهة الشمالية الشرقية. يبلغ عدد سكانها حوالي 72 ألف نسمة، تحدها من الشمال ماروسي، من الجنوب نيو بسيخيكو، من الغرب فيلوثي ومن الشرق أغيا باراسكيفي.
كانت تدعى قديماً باسم خالاندريون (Chalandrion)، وقبل ذلك في الفترة الإغريقية كانت تعرف باسم فليّة (Flya).

## متفرقات

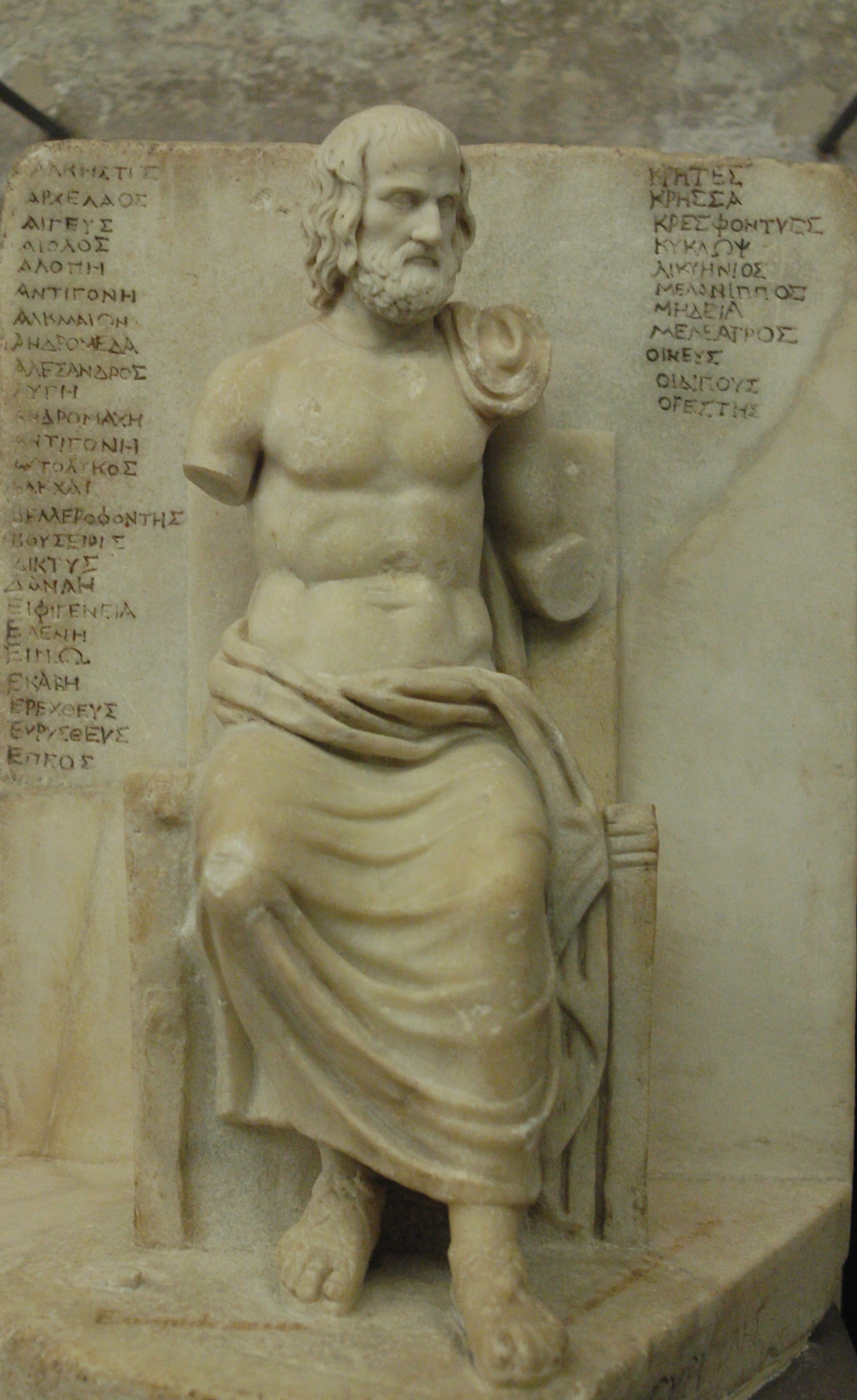
تمثال يوريبيديس في متحف اللوفر

- كانت المدينة تعتبر إحدى القرى الإغريقية العشرة المحيطة بأثينا وكانت وقتها تعرف باسم فليّة (Flya).
- تعتبر المدينة مكان ولادة المسرحي الإغريقي يوريبيديس.
- كانت عبارة عن قرية صغيرة حتى ستينيات وسبعينيات القرن العشرين عندما بدأ فيها الإعمار الحديث.
- نعنبر أولى ضواحي أثينا بنسبة المسطحات الخضراء إلى عدد القاطنين.